# Gary Sinise
Gary Alan Sinise (Blue Island (Illinois), 17 maart 1955) is een Amerikaanse acteur en filmregisseur.
Sinise groeide op in Illinois waar hij op de middelbare school in het stuk West Side Story speelde. Hier ontdekte hij zijn voorliefde voor het vak.
In 1973 richtte Sinise met twee vrienden, Terry Kinney en Jeff Perry, het Steppenwolf Theatre in Chicago op. In het begin was het theater ondergebracht in de kelder van een kerk. Sinds de oprichting hebben zich in het Steppenwolf Theatre talenten ontpopt als Kevin Anderson, Joan Allen, Gary Cole, Glenne Headly, John Malkovich en Laurie Metcalf. In het Steppenwolf kreeg Sinise de gelegenheid om zijn acteer- en regievaardigheden te ontwikkelen.
Zijn carrière begon echt vorm te krijgen in 1982, toen hij niet alleen in de Steppenwolf-productie van True West speelde, maar die ook regisseerde. In 1983 verdiende hij een Obie Award voor zijn regie. Een jaar later verscheen hij samen met John Malkovich in de PBS American Playhouse productie van het stuk.
In 1992 speelde hij in Of Mice and Men, gebaseerd op het boek van John Steinbeck. Tevens regisseerde hij deze film.
In 1994 speelde Sinise de rol van "Luitenant Dan" in de kaskraker Forrest Gump. Voor deze rol werd hij genomineerd voor zowel een Academy Award als een Golden Globe en een SAG Award.
In de Verenigde Staten is hij ook bekend geworden als Harry S. Truman in de gelijknamige televisieserie. Voor deze rol ontving hij in 1996 zowel een Golden Globe Award als een SAG Award. Een jaar later ontving hij nogmaals een SAG Award voor zijn rol als George Wallace in de gelijknamige televisieserie.
Van 2004 tot 2013 speelde hij de rol van detective Mac Taylor in de televisieserie CSI: NY.
In 2017 kreeg Sinise een ster op de Hollywood Walk of Fame.
Naast zijn acteerwerk speelt Sinise sinds 2003 bas in de Lt. Dan Band. De Lieutenant Dan Band treedt op voor goede doelen en non-profitorganisaties waaronder de United Service Organizations en Operation Iraqi Children.
Sinise is getrouwd met actrice Moira Harris en ze hebben samen drie kinderen: Sophie, McCanna en Ella.
Zijn zoon McCanna is na een ziekbed van vijfenhalf jaar op 5 januari 2024 overleden (33 jaar) aan de gevolgen van een zeldzame vorm van botkanker. 

## Filmografie
- I Still Believe (2020) .... Tom Camp
- 13 Reasons Why .... Doctor Robert Ellman (seizoen 4) (2020)
- Criminal Minds: Beyond Borders .... Agent Jack Garrett (2016-)
- Captain America: The Winter Soldier .... De Smithsonian Verteller (2014) (stem)
- CSI: Crime Scene investigation .... Detective Mac Taylor (1 aflevering, 2013)
- CSI: NY .... Detective Mac Taylor (2004-2013)
- CSI: Miami .... Detective Mac Taylor (2 afleveringen, 2004-2005)
- The Forgotten (2004) .... Dr. Jack Munce
- The Big Bounce (2004) .... Ray Ritchie
- Fallen Angel (2003) (TV) .... Terry McQuinn
- The Human Stain (2003) .... Nathan Zuckerman
- Mission: Space (2003) .... Capcom
- Hideous Man (2002) .... verborgen man
- A Gentleman's Game (2002) .... Foster Pearse
- Path to War (2002) (TV) .... George Wallace
- Made-Up (2002) .... Duncan Tivey
- Impostor (2001) .... Spencer Olham
- Bruno (2000) .... Dino Battaglia
- Mission to Mars (2000) .... Jim McConnell
- Reindeer Games (2000) .... Gabriel
- The Green Mile (1999) .... Burt Hammersmith
- All the Rage (1999) .... Morgan
- That Championship Season (1999) (televisie) .... Tom Daley
- Snake Eyes (1998) .... Commander Kevin Dunne
- George Wallace (1997) (televisie) .... George C. Wallace
- Ransom (1996) .... Detective Jimmy Shaker
- Albino Alligator (1996) .... Milo
- Truman (1995) (TV) .... Harry S. Truman
- Apollo 13 (1995) .... Ken Mattingly
- Frasier als Sid (1 aflevering, 1995)
- The Quick and the Dead (1995) .... The Marshal
- Forrest Gump (1994) .... Lt. Dan Taylor
- The Stand (4 afleveringen, 1994) .... Stu Redman
- Jack the Bear (1993) .... Norman Strick
- The Witness (1993) (televisie) .... jonge soldaat
- Of Mice and Men (1992) .... George Milton
- A Midnight Clear (1992) .... Vance 'Mother' Wilkins
- The Grapes of Wrath (1991) (televisie) .... Tom Joad
- Hunter als Lord Tony Rutherford (1 aflevering, 1990)
- The Final Days (1989) (televisie) .... Richard Ben-Veniste
- My Name Is Bill W. (1989) (televisie) .... Ebby, Bills beste vriend
- Crime Story als Howie Dressler (3 afleveringen, 1986-1987)
- Family Secrets (1984) (televisie) .... Motorrijder
- American Playhouse (1 aflevering, 1984) .... Austin